# Melodifestivalen 1961

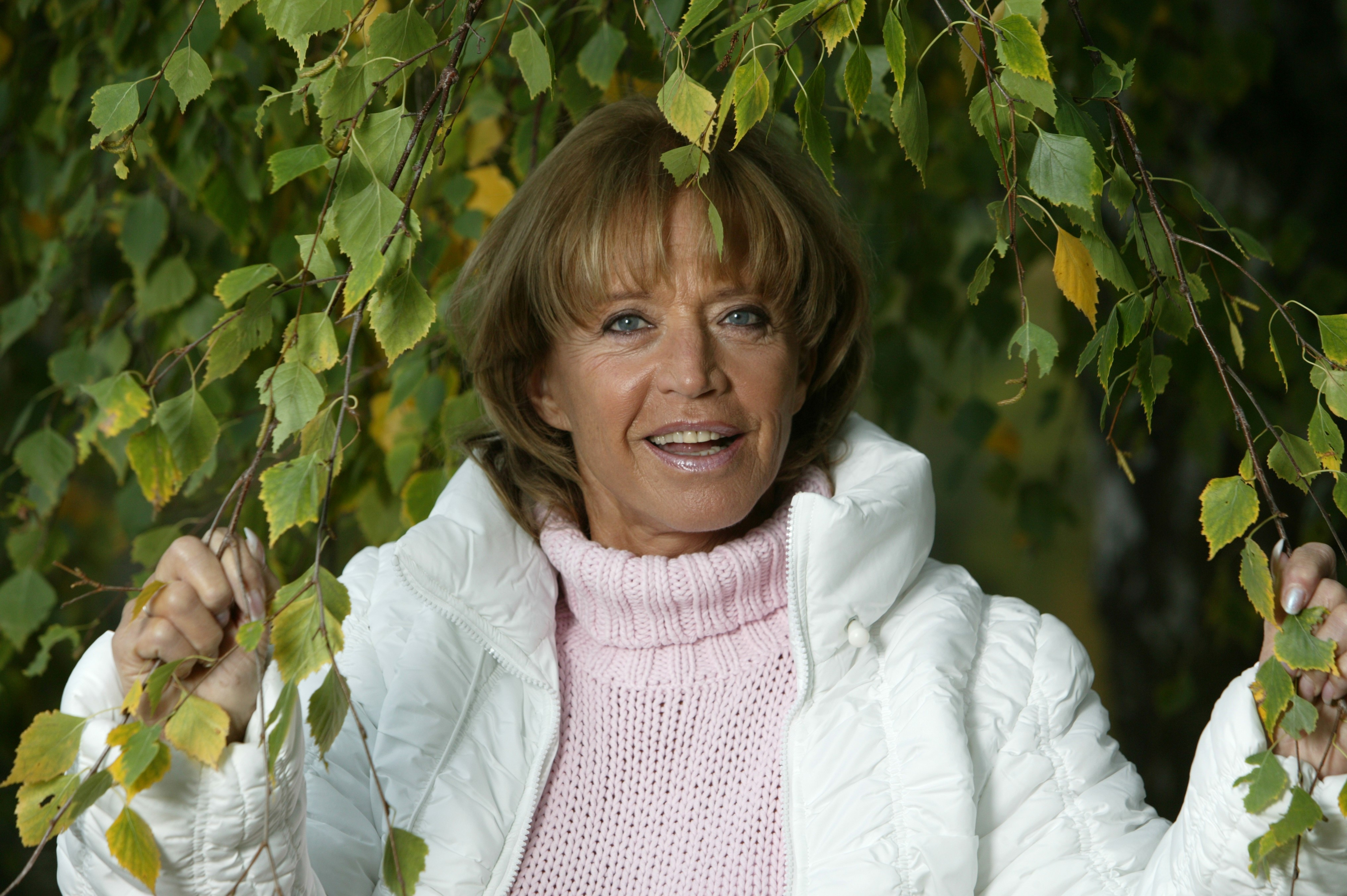
Även om Siw Malmkvist vann Melodifesitvalen 1961, så var det Barbro "Lill-Babs" Svensson (bilden) som sjöng låten "April April" i Eurovision Song Contest 1961 och fick därav tävla för Sverige det året.

Melodifestivalen 1961, eller Eurovisionsschlagern - svensk final, var den fjärde upplagan av musiktävlingen Melodifestivalen och samtidigt Sveriges uttagning till Eurovision Song Contest 1961.
Finalen hölls på Cirkus i Stockholm den 6 februari 1961, där melodin "April, april", framförd av Siw Malmkvist och Gunnar Wiklund (varsin gång) vann, genom att ha fått högst totalpoäng av jurygrupperna. Formatet med åtta semifinaler och en final slopades det här året och istället arrangerades endast en finalkväll med fem tävlande bidrag. 
"April, april" fick sedan representera Sverige i ESC 1961 som hölls i Cannes i Frankrike den 18 mars 1961. 

## Tävlingsupplägg[2]
Upplägget med semifinaler skrotades och istället utsågs vinnarbidraget genom en finalkväll i februari 1961. Sveriges Radio-TV beslöt från början att ha en allmän inskickning av bidrag från hela landet som resulterade i att totalt 550 bidrag skickades in. Detta var ungefär en halvering av föregående års tävling. Det är dock inte känt vilket regelverk som sattes upp för bidragen. Därefter fick en urvalsjury besluta vilka fem av dessa melodier som skulle få tävla i finalen. Även i finalen användes jurygrupper som slutgiltigt resultat.
Under finalkvällen behölls upplägget med att varje bidrag fick framföras två gånger vardera med varsin orkester och artist. Detta för att juryerna inte skulle gå efter artistens kapacitet utan att melodierna skulle få stå i fokus. 

### Sjukdomsfall
Dagen innan festivalen skulle arrangeras lämnade Inger Berggren återbud p.g.a. sjukdom (halsfluss). Sveriges Radio-TV såg då snabbt till att få fram en ersättare och valde ut Lily Berglund. Då Berglund inte haft mycket tid på sig att repetera de två låtarna fick hon fördelen att få skyltar i publiken med låtarnas text på.

### Återkommande artister
| Artist        | Tidigare år (med placering) (Melodifestivalen) | Tidigare år (med placering) (ESC) |
| ------------- | ---------------------------------------------- | --------------------------------- |
| Lill-Babs     | 1960 (-)                                       | –                                 |
| Siw Malmkvist | 1959 (1:a)                                     | 1960 (10:a)                       |

### Övrigt
- Finalen sändes även i Danmark, Finland och Norge.
- Under röstningen återanvändes den svarta tavlan.
- Siw Malmkvist fick i efterhand kritik för att hon kommit av sig när hon stod på scenen. Istället trallade, skrattade och visslade hon. Med handrörelser försökte hon få publiken att sluta skratta. Detta är ännu en klassiker i Melodifestivalen. Pressen ansåg att hon tillskansat sig extrapoäng genom att "spela apa".[3]

## Finalkvällen
Finalen av festivalen 1961 sändes den 6 februari från Cirkus i Stockholm. Programledare var Jeanette von Heidenstam, som även ledde föregående års final. Varje bidrag spelades upp av två orkestrar och två olika artister var. Den stora orkestern (SR:s underhållningsorkester) leddes av William Lind, och den lilla orkestern (kvintetten) leddes av Göte Wilhelmsson. 
Precis som året innan var det juryröster som avgjorde hela finalen. Juryerna var fördelade på fyra olika distrikt runt om i Sverige med tre personer per jurygrupp. Varje jurymedlem hade därefter chansen att dela ut mellan ett och tio poäng till varje bidrag. Jurydistrikten satt i Stockholm, Göteborg, Malmö och Umeå. 

### Startlista
| Nr | Artist omgång 1 | Artist omgång 2 | Låt                | Upphovsmän (Text & musik)              |
| -- | --------------- | --------------- | ------------------ | -------------------------------------- |
| 1  | Lars Lönndahl   | Lily Berglund   | Spela på regnbågen | Britt Lindeborg (tm)                   |
| 2  | Lily Berglund   | Lill-Babs       | Stockholm          | Eric Sandström (t), Bobbie Ericson (m) |
| 3  | Lill-Babs       | Lars Lönndahl   | Vårvinter          | Bobbie Ericson (tm)                    |
| 4  | Siw Malmkvist   | Gunnar Wiklund  | April, april       | Yngve Orrmell1 (t) Bobbie Ericson (m)  |
| 5  | Gunnar Wiklund  | Siw Malmkvist   | Vår i hjärtat      | Lennart Gröhn (tm)                     |

1 Den ena upphovsmannen till vinnarlåten, Yngve Orrmell, gick under alias Bo Eneby.

### Poäng och placeringar
| Nr | Låt                | Stholm | Gbg | Malmö | Umeå | Total- summa | Placering |
| -- | ------------------ | ------ | --- | ----- | ---- | ------------ | --------- |
| 1  | Spela på regnbågen | 18     | 15  | 22    | 16   | 71           | 2         |
| 2  | Stockholm          | 24     | 7   | 15    | 11   | 57           | 5         |
| 3  | Vårvinter          | 19     | 14  | 23    | 15   | 71           | 2         |
| 4  | April april        | 23     | 9   | 24    | 22   | 78           | 1         |
| 5  | Vår i hjärtat      | 15     | 5   | 18    | 20   | 58           | 4         |

## Eurovision Song Contest
Frankrike hade vunnit året innan och fick därför stå som värdland, vilket de också gjorde, till skillnad mot Nederländerna som året innan valde att avstå värdskapet. ESC-finalen förlades till Cannes den 18 mars. Det här året debuterade Finland, Jugoslavien och Spanien i tävlingen, vilket gjorde att antalet deltagarländer ökade.
På förhand hade den svenska tidningen Expressen riktat kritik mot tävlingen, och menade att det skulle vara för mycket att spela sexton bidrag efter varandra, och att en semifinal skulle vara på sin plats. Detta system infördes först fyrtiotre år senare, inför festivalen 2004. 
I finalen hade varje land en jurygrupp bestående av tio medlemmar var. Varje jurymedlem fick sedan chansen att lägga en röst var på varje bidrag. Som tidigare år presenterades därmed en klumpsumma till alla länder som kunde få olika många poäng.
Sveriges bidrag, ""April, april", framfördes varken av Siw Malmkvist eller Gunnar Wiklund (som vunnit hemma i Sverige), utan av Lill-Babs. Sveriges Radio-TV gav aldrig någon motivering för beslutet. Sverige fick startnummer sju (av sexton länder) och slutade efter juryöverläggningarna på fjortonde plats med endast två poäng. Luxemburg, som kom sist året innan, vann det här året med 31 poäng, medan Storbritannien blev tvåa med 24 poäng och Schweiz trea med 16 poäng. Allra sist kom Belgien och Österrike som fick dela på sistaplatsen med en poäng vardera. Ingen av de tre debuterande länderna fick någon större framgång det här året, även om Jugoslavien blev bäst med sin åttondeplats.